# Anlegemanöver

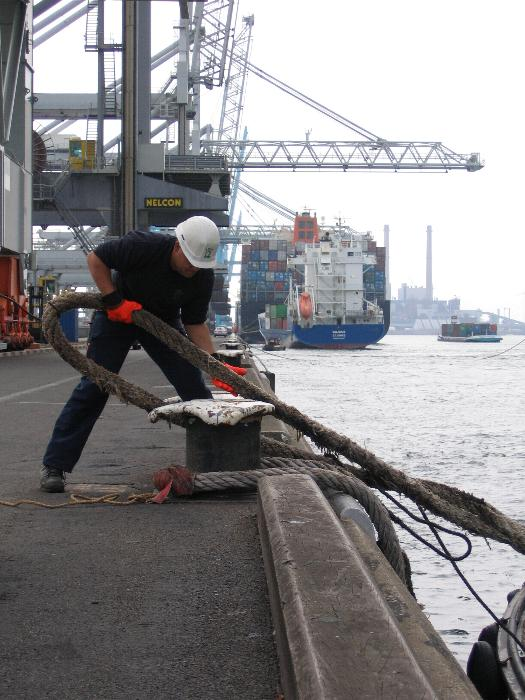
Schiffsbefestiger und Festmacherleine mit Holleine

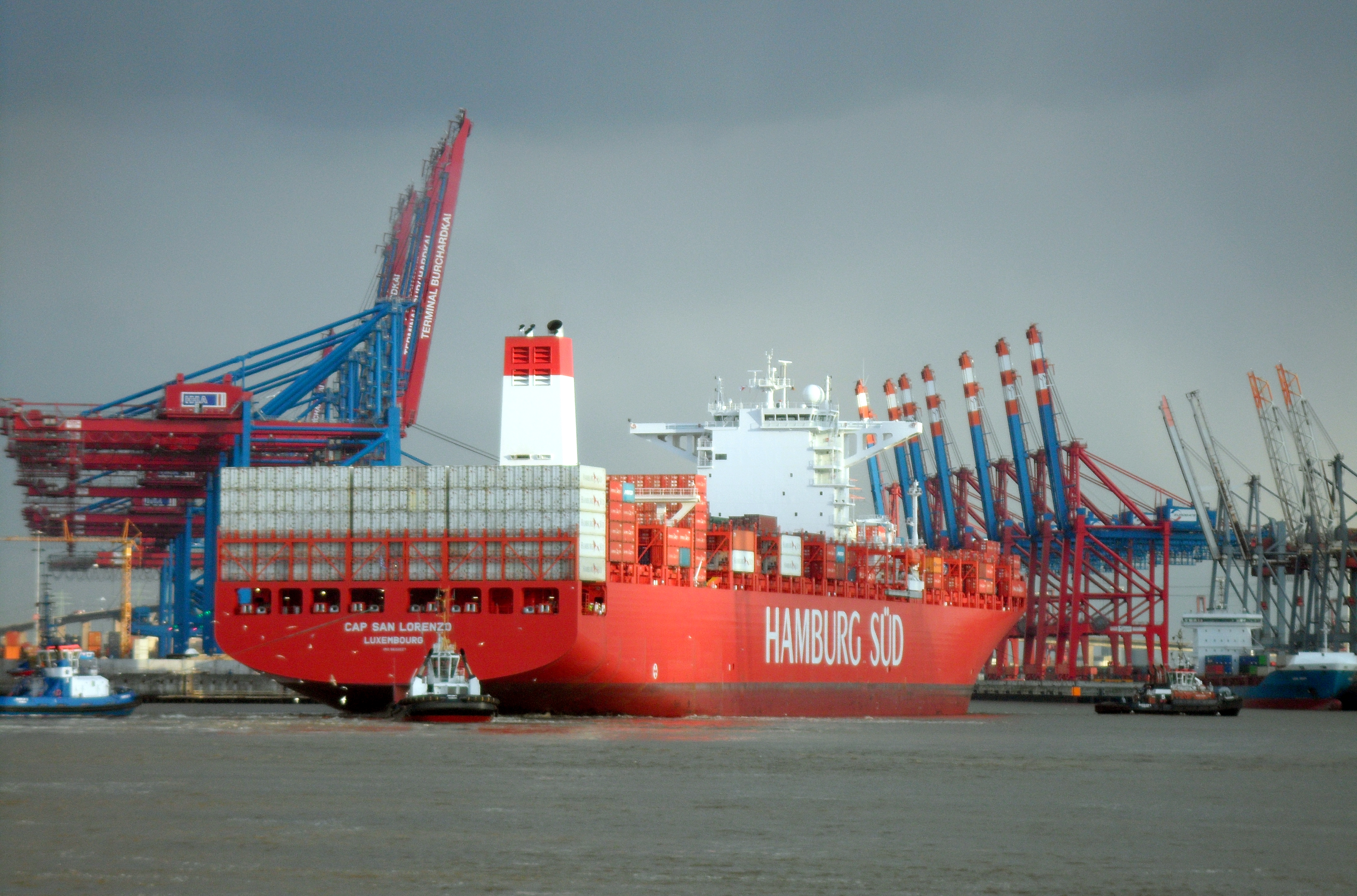
Anlegemanöver eines Containerschiffs mit Schlepperassistenz

Ein Anlegemanöver ist ein seemännisches Manöver, bei dem ein Wasserfahrzeug einen Liegeplatz ansteuert, um dort festzumachen. Das Manöver unterteilt sich in drei Phasen. Nach der Planung, in die Überlegungen zur Anlegestelle, dem Wind, der Strömung und eventueller Fremdhilfe einfließen, geschieht die geordnete und gegebenenfalls geleitete Ausführung des Manövers. Zuletzt wird das eigentliche Festmachen durchgeführt.
Als Anlegestellen kommen je nach Größe des Wasserfahrzeugs Kais, Dalben, Hafenmolen oder Piers in Betracht. Kleinere Fahrzeuge können auch an Moorings anlegen.

## Seeschiffe

Vertäuung eines längsseits liegenden Schiffes mit Festmacherleinen

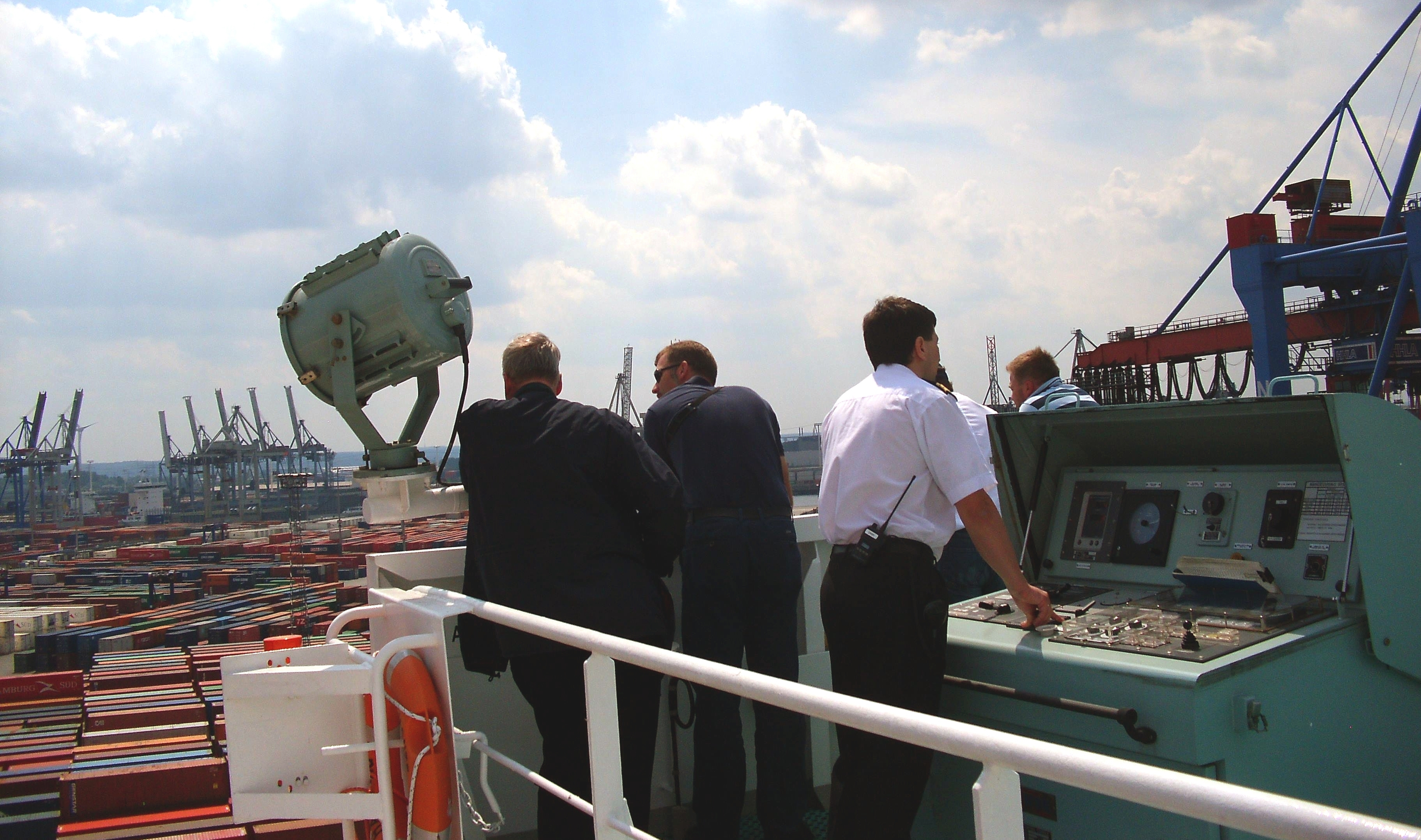
Schiffsführung auf der Brücke eines Containerschiffs beim Anlegemanöver

Für nahezu alle Anlegemanöver benötigen größere Seeschiffe die Unterstützung von Schleppern. Das Schiff wird dabei von den Schleppern (in Ausnahmefällen auch aus eigener Kraft) mit ausreichendem Sicherheitsabstand zur Anlegestelle parallel zu dieser ausgerichtet. Anschließend fahren die Schlepper auf die der Anlegestelle gegenüberliegende Wasserseite des Schiffes und schieben dieses von der Seite gleichmäßig und langsam an die Anlegestelle, da ein verkantetes oder schräges Anlegen entweder den Bug oder die Propeller und die Ruderanlage im Heck des Schiffes beschädigen würde. Unterstützend kann ein Bugstrahlruder wirken.
Das Anlegen wird hierbei landseitig von Schiffsbefestigern begleitet, die die schweren Festmacherleinen bzw. in seltenen Fällen auch Drahtseile zum Festmachen des Schiffes in Empfang nehmen und zu den vorgesehenen Pollern verbringen, wo sie das Auge einhängen. Daran anschließend werden an Bord des Seeschiffes die Taue bzw. Drahtseile mittels Seilwinden festgezurrt.
Bei Seeschiffen und Anlegemanövern wird die Schiffsführung – in Abhängigkeit von Schiffsgröße und Tiefgang – von einem ggf. auch zwei Hafenlotsen assistierend begleitet. Der Hafenlotse ist in nahezu allen Seehäfen zwingend vorgeschrieben.

## Binnenschiffe
Ein Binnenschiff legt meist aus eigener Kraft an und benötigt keine Schlepper-, Lotsen- oder Festmacherhilfe. Binnenschiffe steuern die Anlegestelle in einen Winkel von etwa 30° an. Um Beschädigungen zu vermeiden, wird zwischen der Bordwand des Schiffes und der Anlegestelle ein Reibholz oder Fender eingefügt, welches einen Großteil der Aufprallenergie aufnimmt und zugleich ein Scheuern der Bordwand am Anlegeplatz verhindert.
Der Matrose oder Bootsmann am Bug des Schiffes, hängt das Auge des Taus oder Drahtseils zum Festmachen am nächsten an Land befindlichen Poller ein, legt anschließend in mehreren Rundtörns das laufende Tau bzw. Drahtseil um den eigenen an Bord befindlichen Poller und bremst das Binnenschiff ein. Das Tau oder Drahtseil wird als die „Spring“ bezeichnet. Danach wird eine Vorausleine angebracht. Erst jetzt beginnt das Binnenschiff auch achtern anzulegen, dabei wird die Vorausleine gestrafft und es wird achtern – im gleichen Schema – festgemacht.

## Sportboote

### Anlegen unter Motor

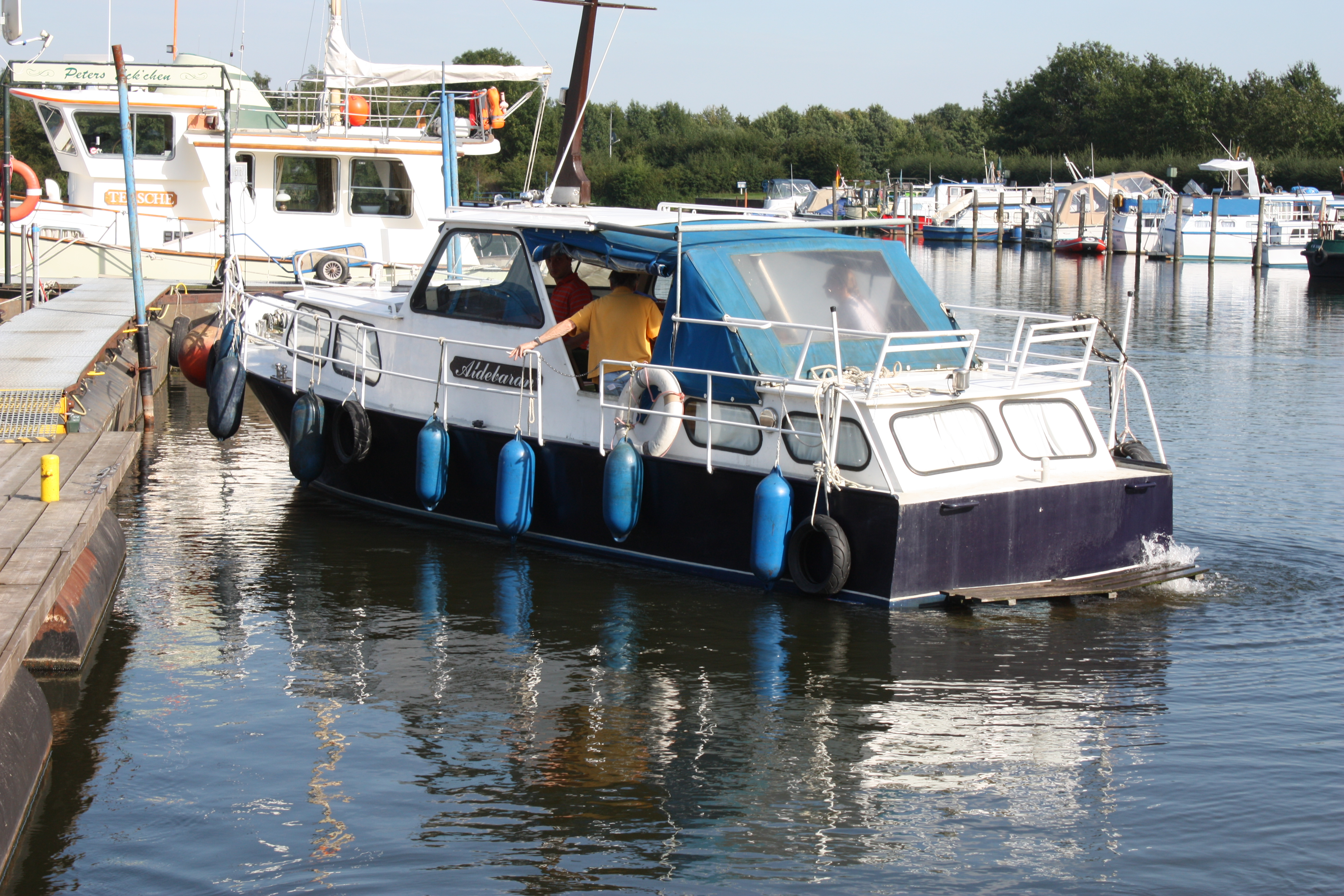
Mit einem Winkel von 30° bis 45° heranfahren

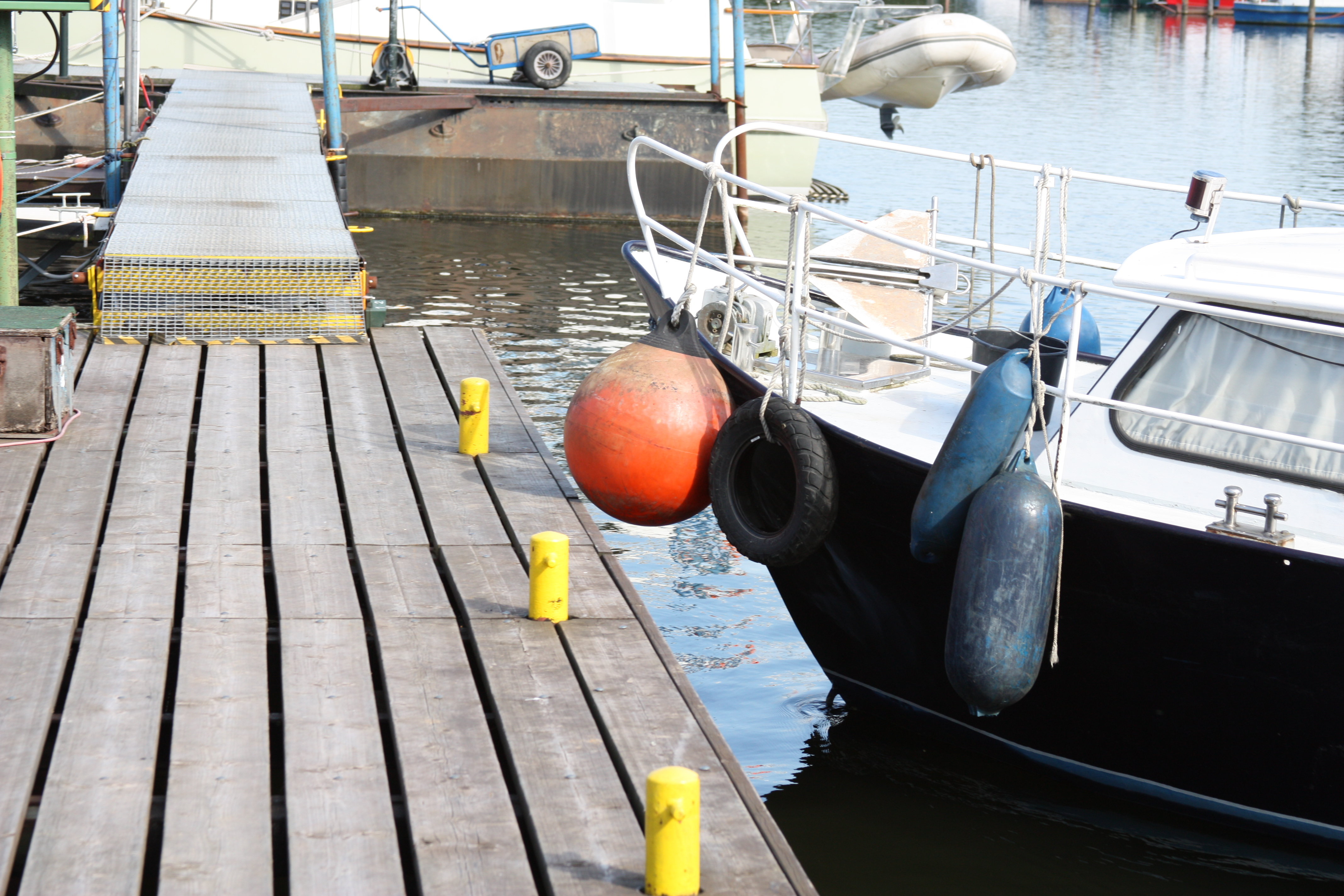
Auf diesem Übungsboot sind zum Schutz beim Anlegen zahlreiche Fender ausgebracht

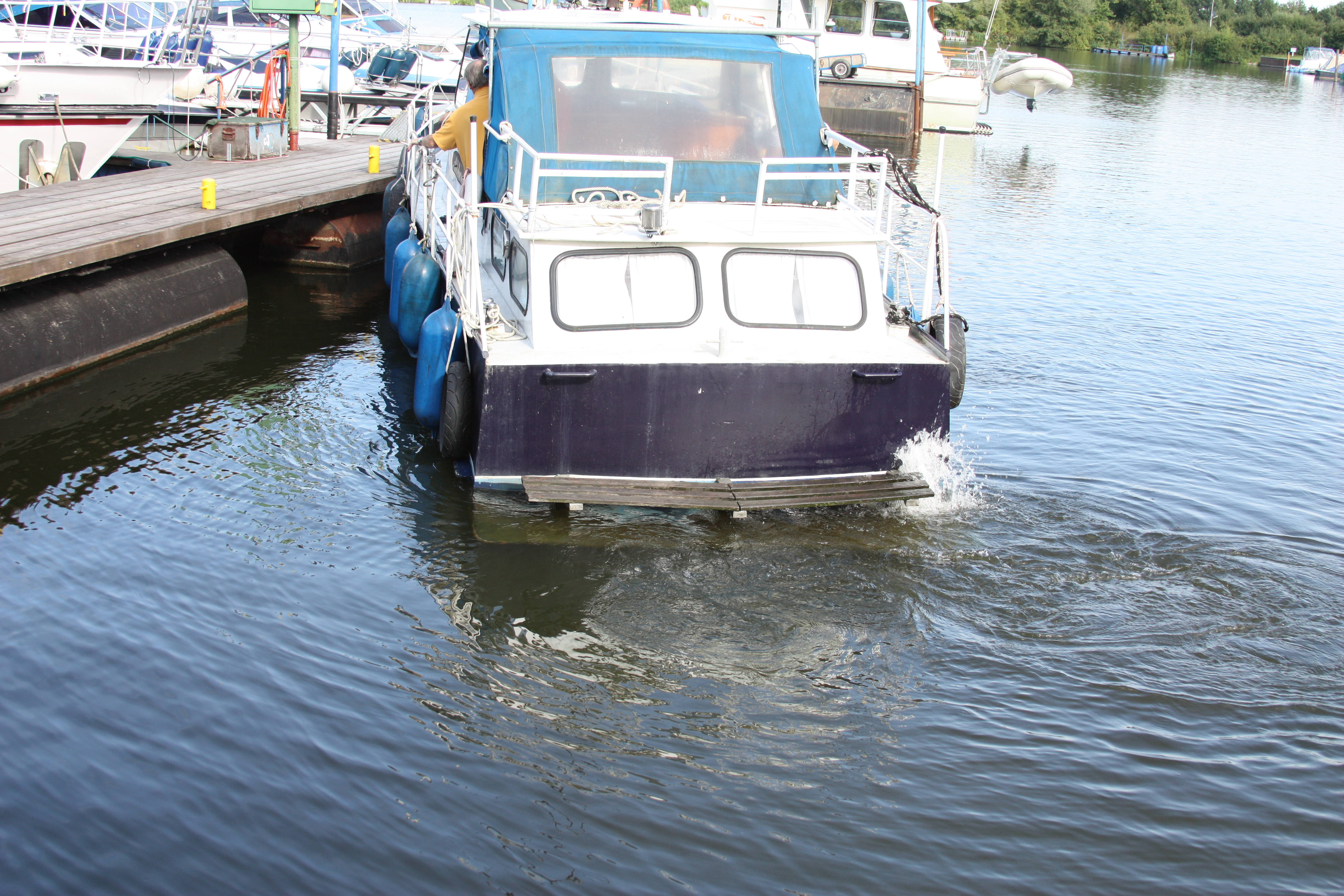
Aufstoppen und mittels Radeffekt das Heck an den Steg „ziehen“

Bei einem typischen Anlegemanöver wird das Boot mit einem Winkel von etwa 30° auf die Anlegestelle zu gesteuert und aufgestoppt. Dabei tritt der sogenannte Radeffekt auf, der je nach Ansteuerungswinkel hinderlich oder erwünscht sein kann:
Segelyachten haben bei Vorwärtsfahrt meist einen linksdrehenden Propeller, also rechtsdrehend bei Rückwärtsfahrt. Dadurch wird das Heck bei rückwärts drehender Maschine nach Steuerbord gezogen und kommt im Idealfall parallel zur Anlegestelle. Somit ist es meist einfacher, mit der Steuerbordseite an die Anlegestelle zu gehen.
Motoryachten haben jedoch häufig einen rechtsdrehenden Propeller. Hier wird das Heck bei rückwärts gehender Maschine (Propeller dreht dabei nach links) nach Backbord gezogen.
Bei Yachten mit zwei Maschinen drehen die Schrauben gegenläufig, die Radeffekte heben sich also gegenseitig auf. Beim Anlegen mit zwei Schrauben wird die ablandige Maschine zum Bremsen verwendet. Durch den Hebelarm und den Radeffekt wird das Heck dann zur Anlegestelle gezogen.
Wird das Anlegen jedoch durch Wind, Strömung oder Platzmangel erschwert, dann reicht der Radeffekt nicht mehr aus, um das Heck Richtung Anleger zu bewegen. Dann werden je nach Situation die Festmacherleinen zur Hilfe genommen. Dabei haben sich einige Techniken etabliert. Das „Eindampfen in die Vorspring“ ist dabei recht geläufig und wird bei ablandigen Winden angewandt. Dabei wird wie oben beschrieben angelegt, aber zusätzlich die Vorleine über einen weiter achterlich befindlichen Festmacher geworfen und belegt. Nun wird bei vorwärts laufender Maschine das Ruder hart seewärts gelegt. Durch die Zugkräfte an der Leine bleibt der Bug am Pier und das Heck wird durch das von der Schraube angeströmte Wasser an den Anleger gedrückt.

### Anlegen unter Segeln
Je nach Windrichtung sind unterschiedliche Manöver sinnvoll:

#### Kai-paralleler Wind
Das Boot wird zunächst auf Halbwindkurs in Richtung der Anlegestelle gebracht, dann wird es mit einem Aufschießmanöver gegen den Wind Kai-parallel zum Stillstand gebracht. Dabei muss die Auslaufstrecke berücksichtigt werden.
Eine erfahrene Crew kann die Auslaufstrecke durch Bremsem mit einer Leine verkürzen, entweder über die Winsch im hinteren Drittel des Schiffes, oder über eine Mittel- oder Achterklampe.

#### Ablandiger Wind
Das Boot wird ebenfalls zunächst auf Halbwindkurs gebracht. Es folgt ein Aufschießmanöver in Richtung der Anlegestelle und das Bergen der Segel. Mit der Restfahrt wird an den Kai eingedreht.

#### Auflandiger Wind
Mit einem Aufschießer wird das Boot im Abstand von einer Kettenlänge mit dem Heck zum Kai zum Liegen gebracht. Nach dem Bergen der Segel und dem Werfen des Ankers wird es rückwärts treiben gelassen und schließlich zwischen Anker und Achterleinen festgemacht.